# Bill Nieder
William Henry "Billy" Nieder (Hempstead, 10 de agosto de 1933 – Angels Camp, 7 de outubro de 2022) foi um atleta e campeão olímpico norte-americano especialista no arremesso de peso.

## Biografia
Três vezes recordista mundial da modalidade, competiu em Melbourne 1956 onde conquistou a medalha de prata com a marca de 18,18 m. Quatro anos depois, em Roma 1960, tornou-se campeão olímpico com um arremesso de 19,68 m, um novo recorde olímpico.
Em 1961, depois de encerrar a carreira nas pistas após os Jogos Olímpicos, tentou uma nova carreira no boxe mas, nocauteado em sua primeira luta, abandonou o esporte e qualquer pretensão profissional nele. Trabalhou em seguida para a multinacional 3M, onde ajudou a desenvolver um novo piso artificial para pistas de atletismo e vendeu a primeira destas pistas aos organizadores dos Jogos Olímpicos da Cidade do México, em 1968. A partir daí, este tipo de piso de tartan tornou-se padrão nos principais estádios e competições pelo mundo.
Muitos anos depois de suas conquistas atléticas, Nieder voltou ao noticiário quando ajudou a impedir a entrada de um passageiro iemenita transtornado na cabine de um voo da American Airlines entre São Francisco e Chicago em 8 de maio de 2011. Ele tinha então 77 anos de idade.
Nieder morreu em 7 de outubro de 2022 em Angels Camp.